# 松村颯祐
松村 颯祐（まつむら そうすけ、1999年7月23日 - ）は、島根県出身の、日本の柔道選手。階級は100kg超級。身長180cm。体重155kg。血液型はA型。組み手は右組み。得意技は払腰。

## 経歴
柔道は4歳の時に開星柔道クラブで始めた。小学校5年の時には全国小学生学年別柔道大会の45kg超級に出場するが3回戦で敗れた。6年の時には全国少年柔道大会の個人戦で優勝を飾ったが、全国小学生学年別柔道大会の50kg超級では5位だった。開星中学時代は全国大会に出場できなかった。開星高校に進むと、2年の時にインターハイ100kg超級で5位となった。全国高校選手権の個人戦無差別では決勝で桐蔭学園高校2年の関根聖隆を指導2で破って優勝した。また、全日本選手権の中国予選でも高校生ながら社会人を破って優勝した。3年の時には全日本選手権に高校生として7人目となる出場を果たすも、初戦で90kg級の選手であるJRAの池田賢生に小内巻込の有効で敗れた。その後のインターハイには出場しなかった。
2018年には東海大学へ進学すると、1年の時には優勝大会で優勝した。全日本ジュニアでは3位だった。2年の時にも優勝大会で優勝した。アジアジュニアでは2位だったが、全日本ジュニアで優勝した。世界ジュニアでは2回戦で前年のチャンピオンであるジョージアのゲラ・ザアリシビリを豪快な裏投げで破るなどして決勝まで進むと、ドイツのエリック・アブラモフを合技で破って全て一本勝ちで優勝した。団体戦では準々決勝の韓国戦で世界選手権3位のキム・ミンジョンに反則勝ちすると準決勝のフランス戦でも一本勝ちするが、決勝のロシア戦でバレリー・エンドビツキーに小内刈で敗れるも、チームは優勝を飾った。ヨーロッパオープン・オーバーヴァルトでは決勝で日大4年の木元拓人に反則負けして2位だった。4年の時には優勝大会で優勝した。続く学生体重別でも優勝した。さらには、体重別団体でも優勝を果たした。
2022年からはパーク24の所属となった。4月の全日本選手権では2回戦で長府工産の原沢久喜に内股で敗れた。5月の全日本強化選手選考会では優勝した。2023年6月の実業団体では2位だった。2024年10月の実業個人選手権では3位だった。2025年2月のシニア体重別では決勝で日本製鉄の石村健真に裏投げで敗れて2位だった。

## 戦績
- 2011年 - 全国少年柔道大会 個人戦 優勝
- 2011年 - 全国小学生学年別柔道大会 50kg超級 5位
- 2016年 - インターハイ 5位
- 2017年 - 全国高校選手権 個人戦 無差別 優勝
- 2018年 - 優勝大会 優勝
- 2018年 - 全日本ジュニア 3位
- 2019年 - 優勝大会 優勝
- 2019年 - アジアジュニア 2位
- 2019年 - 全日本ジュニア 優勝
- 2019年 - 世界ジュニア 個人戦 優勝 団体戦 優勝
- 2020年 - ヨーロッパオープン・オーバーヴァルト 2位
- 2021年 - 優勝大会 優勝
- 2021年 - 学生体重別　優勝
- 2021年 - 体重別団体　優勝
- 2022年 -　全日本強化選手選考会　優勝
- 2022年 -　実業団体 3位
- 2023年 -　実業団体 2位
- 2024年 -　実業団体 2位
- 2024年　- 実業個人選手権　3位
- 2025年 - シニア体重別　2位

(出典、JudoInside.com)